# Tallós-nőszőfű
A Tallós-nőszőfű (Epipactis tallosii) a kosborfélék családjába tartozó, közép-európai elterjedtségű, különféle erdőkben élő, Magyarországon védett növényfaj. Tudományos nevét Tallós Pál (1931–1968) botanikusról kapta.

## Megjelenése
A Tallós-nőszőfű 10-40 cm (ritkán 80 cm) magas, lágyszárú, évelő növény. Szárán 4-6 lomblevél található; az alsók kerekded vagy széles lándzsás formájúak, 1-5 cm hosszúak és 1-3 cm szélesek. A felső levelek keskenyebbek: hosszúságuk 4-6 cm, szélességük 1-3cm.  
Július-augusztusban virít. A 3-18 cm hosszú virágzatot nagyjából egy irányba néző, laza fürtbe rendeződő, kissé bókoló 6-20 virág alkotja, amelyek a keskeny lándzsás, 1,3-2,5 cm-es murvalevelek hónaljából nőnek ki. A murvalevelek általában rövidebbek az 1,8-2,5 cm hosszú virágoknál. A kocsányok 2-7 mm-esek, zöldes színűek. A külső lepellevelek (szirmok) keskeny lándzsás alakúak, ívesen meghajlók, színük belül zöld, kívül barnásan futtatott. A belső lepellevelek fehéreszöldek, néha rózsaszínes árnyalattal. A mézajak külső része (epichil) szív alakú, középen zöldes, a szélein fehér vagy halványrózsaszín, a szélei lefelé hajlanak.          
Termése toktermés, amelyben átlag 4100 (1500-6500) apró mag fejlődik.  

## Elterjedése
Magyarországon, Szlovákiában és Csehországban honos. Északkelet-olaszországi (Pordenone megyei) állományát külön alfajként tartják nyilván (E. tallosii subsp. zaupolensis). Szórványosan az egész országban megtalálható.    

## Életmódja
Különböző erdőtípusokban, gyertyános-tölgyesekben, ártéri és patakmenti ligeterdőkben, kékperjés tölgyesekben, nyírlápon, telepített nyárfásban egyaránt előfordul. Legnagyobb állományai zavart vagy telepített környezetben találhatóak; megtalálták tóparti strand fűzfáinál vagy nyírt gyepben is. A talaj kémhatására nem érzékeny, élőhelyein pH 5,5-7,9 (átlagosan 7,0) között változik. Kedveli a nedves talajt, a félárnyékot, elviseli a mélyebb árnyékot is.    
Hajtásai csak júniusban jelennek meg, és július végétől augusztus közepéig virágzik; középnapja augusztus 7. Csapadékos években, nagy egyedszámú populációiban a virágzás elhúzódhat, szeptember végén-októberben is nyílhat egy-egy tő. A virágok önmegporzók, a mérések során 75-83%-uk termékenyült meg. Általában a virágzó példányok 10-30%-át károsítják különböző állatok, főleg csigák.    

## Természetvédelmi helyzete
Viszonylag nagy egyedszámú populációi ismertek a telepített nyárasokban, így fennmaradása biztosítottnak látszik. Eddig 103 magyarországi állományát mérték fel, teljes egyedszáma néhány tízezer lehet. 2001 óta védett, természetvédelmi értéke 10 000 Ft.
A Természetvédelmi Világszövetség Vörös listáján szigetszerű populációi, viszonylag kis elterjedési területe és élőhelyeinek fenyegetettsége miatt veszélyeztetett kategóriába sorolták. 